# North Woodstock (Nuevo Hampshire)
North Woodstock es un lugar designado por el censo ubicado en el condado de Grafton en el estado estadounidense de Nuevo Hampshire. En el Censo de 2010 tenía una población de 528 habitantes y una densidad poblacional de 233,79 personas por km².

## Geografía
North Woodstock se encuentra ubicado en las coordenadas 44°2′23″N 71°41′44″O / 44.03972, -71.69556. Según la Oficina del Censo de los Estados Unidos, North Woodstock tiene una superficie total de 2.26 km², de la cual 2.17 km² corresponden a tierra firme y (3.9%) 0.09 km² es agua.

## Demografía
Según el censo de 2010, había 528 personas residiendo en North Woodstock. La densidad de población era de 233,79 hab./km². De los 528 habitantes, North Woodstock estaba compuesto por el 96.78% blancos, el 0.19% eran afroamericanos, el 0.19% eran amerindios, el 1.14% eran asiáticos, el 0% eran isleños del Pacífico, el 0% eran de otras razas y el 1.7% pertenecían a dos o más razas. Del total de la población el 0% eran hispanos o latinos de cualquier raza.